# Vụ kiện hậu quả chất độc màu da cam trong Chiến tranh Việt Nam
Vụ kiện hậu quả chất độc da cam trong Chiến tranh Việt Nam là vụ kiện của Nhóm bảo vệ quyền lợi của nạn nhân Chất độc da cam/Dioxin đối với 37 công ty sản xuất hóa chất của Hoa Kỳ, những đơn vị đã sản xuất các chất hóa học phát quang cây cối có chứa chất độc da cam được quân đội Mỹ sử dụng trong chiến tranh Việt Nam, trong đó nổi bật là các công ty: Dow Chemical, Montaso Ltd, Phamacia Corporation, và Hercules Incorporated. Vụ kiện đã qua hai phiên tòa sơ thẩm Tòa án liên bang tại quận Brooklyn và tòa phúc thẩm ở Tòa kháng án liên bang khu vực 2 ở New York bác đơn kiện của nguyên đơn với lý do chính: bên nguyên chưa có đầy đủ bằng chứng khoa học chứng minh mối quan hệ giữa bệnh tật của họ với chất dioxin, không có căn cứ pháp luật quốc tế, các công ty hóa chất chỉ sản xuất theo đơn đặt hàng của chính phủ Mỹ nhưng chính phủ Mỹ lại có quyền miễn tố. Do đó ngày 2 tháng 3 năm 2009 tòa án Tối cao Mỹ bác đơn thỉnh cầu của nguyên đơn Việt Nam. Và tiền được hỗ trợ lẫn đền bù cho người vô tội bị nhiễm chất độc da cam hầu như không khả thi, trước nhận quốc tế sau quyên góp mô hình xã hội trong nước, doanh nghiệp, mạnh thường quân ủng hộ.
Vụ kiện đã thu hút sự chú ý của dư luận Việt Nam và quốc tế. Vài tổ chức xã hội đã kêu gọi ủng hộ nạn nhân chất độc dioxin, ủng hộ bên nguyên. Như ông Len Aldis đã lập một trang web kêu gọi ký tên vì công lý. Một số tổ chức của các cựu chiến binh Mỹ, Hàn Quốc bị nhiễm chất da cam cũng ủng hộ bên nguyên (Việt Nam).

## Diễn biến
Ngày 31 tháng 1 năm 2004, nhóm bảo vệ quyền lợi của nạn nhân Chất độc da cam/Dioxin là Hội Nạn nhân Chất độc da cam/dioxin Việt Nam (The Vietnam Association of Victims of Agent Orange/Dioxin - VAVA) đã kiện 37 công ty Mỹ phải bồi thường do trách nhiệm gây ra thương tích vì đã sản xuất chất hóa học này. Dow Chemical và Monsanto là hai công ty sản xuất chất độc da cam (CĐDC) lớn nhất cho quân đội Hoa Kỳ đã bị nêu tên trong vụ kiện cùng các công ty khác. Trước đây nhiều cựu quân nhân Hoa Kỳ đã thắng một vụ kiện tương tự.
Hội nghị tiền xét xử lần đầu tiên đã diễn ra vào ngày 18 tháng 3 năm 2004. Hội nghị tiền xét xử thứ hai diễn ra vào ngày 18 tháng 6 năm 2004. Ngày 13 tháng 9 năm 2004, các luật sư của nguyên đơn đã trình Tòa sơ thẩm đơn kiện sửa đổi. Bên bị đã trình Tòa án sơ thẩm bản tranh tụng của mình (đợt 1) vào ngày 3 tháng 11 năm 2004, bản tranh tụng thứ 2 được trình ngày 18 tháng 1 năm 2005. Ngày 28 tháng 2 năm 2005, hai bên bắt đầu tranh tụng tại Tòa sơ thẩm.

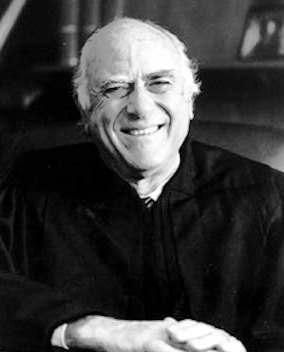
Jack B. Weinstein, 2/2004

Ngày 10 tháng 3 năm 2005, quan tòa Jack Weinstein thuộc Tòa án liên bang tại quận Brooklyn đã bác đơn kiện, quyết định rằng những đòi hỏi của đơn kiện không có cơ sở pháp luật. Quan tòa kết luận rằng chất độc da cam đã không được xem là một chất độc dưới bị cấm theo luật quốc tế vào lúc Hoa Kỳ dùng nó, ngay cả khi ảnh hưởng không cố ý của những chất này có thể gây ra độc tố đối với đời sống của con người và môi trường họ sống; và rằng Hoa Kỳ không bị cấm dùng nó để diệt cỏ; và những công ty sản xuất chất này không có trách nhiệm về cách sử dụng của chính quyền. Chính phủ Hoa Kỳ, vốn có quyền miễn tố (sovereign immunity), không phải là một bị cáo trong đơn kiện. Jack Weinstein cho rằng: "Đơn kiện của phía nguyên đơn không dựa trên bất cứ cơ sở nào của luật nội địa của một bang, một quốc gia hay dưới bất cứ hình thức gì của luật quốc tế". Ông cũng cho rằng nguyên đơn Việt Nam đã không không chứng minh được chính chất độc da cam đã gây ra các loại bệnh tật như liệt kê trong đơn kiện của họ, vì cho đến thời điểm đệ đơn kiện, họ vẫn thiếu các nghiên cứu sâu rộng về ảnh hưởng của chất làm phát quang cây cối có tác động xấu đối với sức khỏe con người.
Ngày 7 tháng 4, 2005 đoàn luật sư đại diện cho các nạn nhân Việt Nam nộp đơn yêu cầu Tòa kháng án liên bang khu vực 2 ở New York xét xử lại và phủ quyết phán quyết trước đây của chánh án Jack Weinstein.
Dự kiến Tòa Phúc thẩm sẽ cho ý kiến có mở phiên xử phúc thẩm hay không vào mùa thu 2006. Ngày 22 tháng 2 năm 2008, Tòa phúc thẩm Liên bang Mỹ tại New York đã ra phán quyết bác đơn kiện của các công dân Việt Nam, nạn nhân chất độc da cam/dioxin chống các công ty hóa chất Mỹ về việc sử dụng chất độc da cam/dioxin trong chiến tranh Việt Nam. Tòa này đã y án sơ thẩm.
Dư luận quốc tế có nhiều ý kiến phê phán phán quyết này của Tòa phúc thẩm Liên bang Mỹ. Ngày 18 tháng 3 năm 2008, Đoàn Luật sư Hoa Kỳ và Hội Luật gia Dân chủ quốc tế gồm 10 người đã đến Việt Nam để hỗ trợ về mặt pháp lý cho các nạn nhân trong vụ kiện sắp tới lên Tối cao Pháp viện Hoa Kỳ.
Ngày 6 tháng 10 năm 2008 nguyên đơn tiếp tục nộp đơn thỉnh cầu lên Tòa án Tối cao Mỹ nhưng đã bị tòa án Tối cao Mỹ bác đơn thỉnh cầu của nguyên đơn vào ngày 2 tháng 3 năm 2009. Phó chủ tịch Ủy ban trung ương Mặt trận tổ quốc Việt Nam Vũ Trọng Kim cho là "Việc tòa án Mỹ từ chối lời thỉnh cầu của các nạn nhân Việt Nam là đã bỏ lỡ cơ hội thể hiện sự công minh của pháp luật và tinh thần yêu chuộng công lý, tôn trọng nhân quyền của nhân dân Mỹ". Theo luật sư Lưu Văn Đạt, người theo vụ kiện từ đầu cho biết, lý do tòa án Tối cao Mỹ bác đơn kiện của nạn nhân chất độc da cam Việt Nam là theo luật pháp Mỹ, khi một vụ án được gửi đến Tòa phúc thẩm thì nhất định phải được xem xét giải quyết. Nhưng cùng vụ việc đó nếu được gửi lên tòa án Tối cao thì không nhất định phải đưa ra xét xử..

## Các nghiên cứu khoa học phục vụ vụ kiện
Các nhà khoa học Việt Nam đã hợp tác với các nhà khoa học Mỹ, Canada, Đức và Nhật Bản đã nghiên cứu và thấy các nạn nhân dioxin có khả năng gây độc của dioxin trong máu cao gấp hàng trăm hoặc hàng ngàn lần mức bình thường. Viện Y khoa Hoa Kỳ cũng đã kết luận các nạn nhân dioxin là các cựu binh Hoa Kỳ tham gia chiến tranh Việt Nam cũng bị các căn bệnh ung thư.

## Các lý lẽ và dẫn chứng

### Phía nguyên đơn
Bên nguyên đưa ra lập luận rằng các tập đoàn hóa chất đã không tuân thủ theo đơn đặt hàng của Chính phủ Mỹ mà cung cấp các hóa chất có chất độc dioxin. Các công ty cung cấp chất hóa học phát quang cây cối biết chúng có nồng độ dioxin cao và có khả năng hạ nồng độ đó xuống nhưng họ đã không làm vậy vì lý do lợi nhuận. Bên nguyên đơn cũng trích dẫn một cuộc hội nghị năm 1965 mà tại đó, đại diện các hãng hóa chất đã tuyên bố rằng họ biết trong hóa chất diệt cỏ có các chất độc dioxin. Luật sư của bên nguyên là Jonathan Moore cho rằng "Họ (các công ty sản xuất thuốc diệt cỏ) đã cố sản xuất được càng nhanh, càng nhiều chất độc da cam càng tốt vì lo ngại chính phủ phát hiện, cấm sản xuất sẽ giảm khả năng sinh lời của họ". Luật sư bên nguyên cũng lập luận rằng, số lượng 80 triệu lít chất đốc da cam rải xuống Việt Nam là con số quá mức cần thiết để diệt cỏ. Bên nguyên cũng cho rằng, chính phủ Mỹ đã đặt hàng cho các công ty hóa chất này với yêu cầu không gây tác hại đối với con người. Do đó, việc các công ty vi phạm quy định như thế, gây tác hại nghiêm trọng cho thường dân có thể coi là tội phạm chiến tranh.

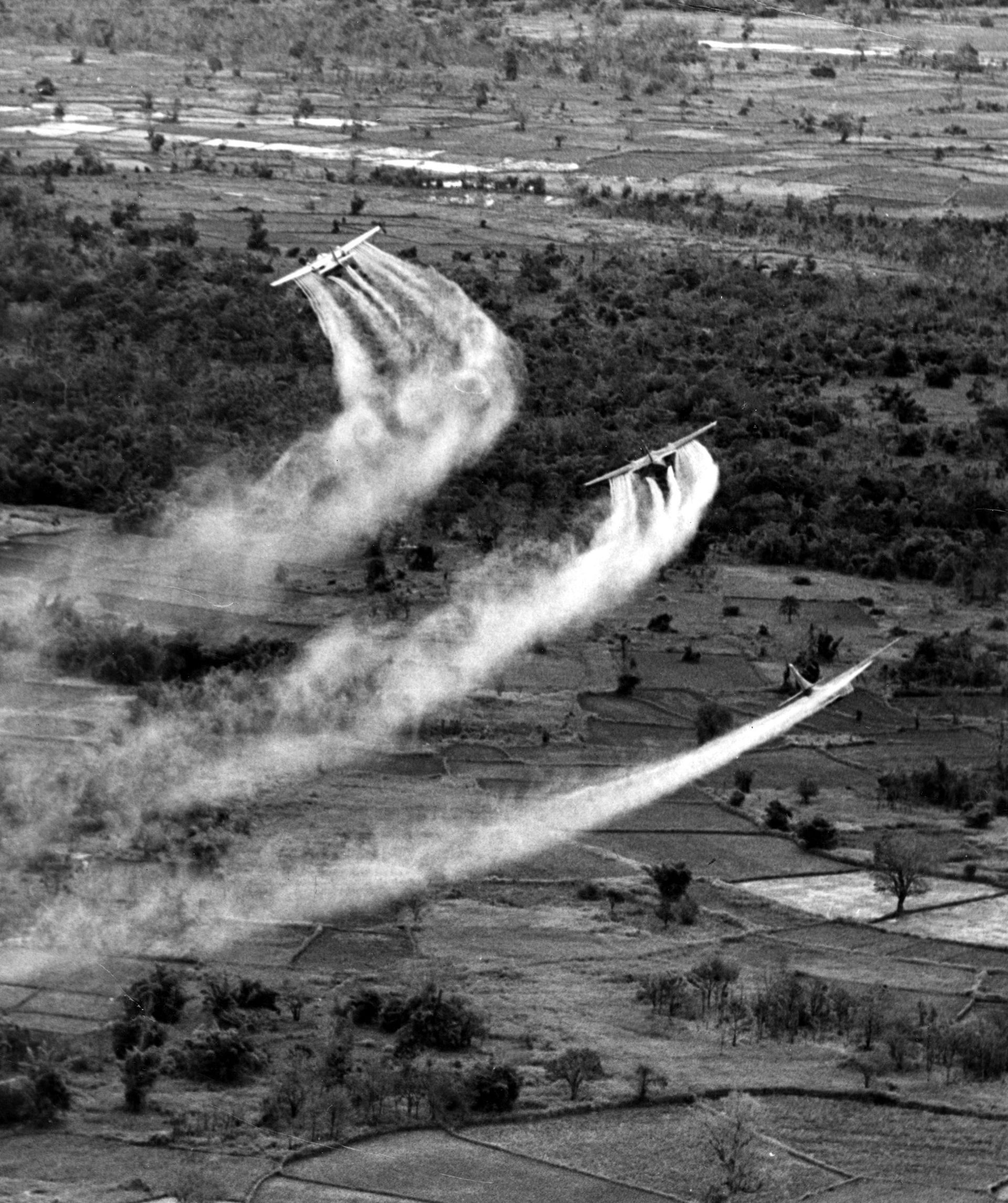
Máy bay Mỹ rải chất độc da cam (có màu trắng) xuống Việt Nam.

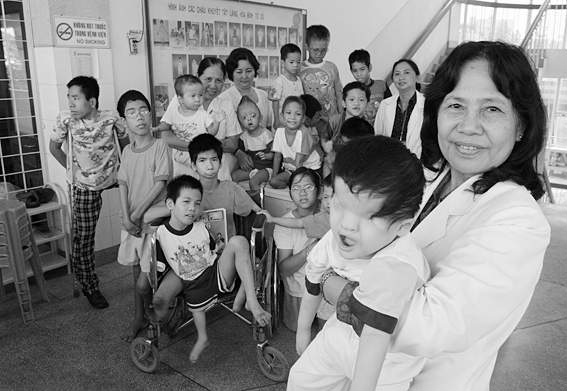
Hình ảnh một số trẻ em Việt Nam bị hậu quả chất độc da cam

### Phía bị đơn
Phía bị đơn cho rằng thực chất bên nguyên đang kiện chính phủ Mỹ, đòi chính phủ Mỹ đền bù chiến tranh do họ chỉ sản xuất theo đơn đặt hàng của chính phủ Mỹ. Bị đơn cũng cho rằng, họ không biết trong thuốc diệt cỏ có chất dioxin gây tác hại cho sức khỏe con người.
Bị đơn kiến nghị bác bỏ Khiếu nại vì không nêu rõ yêu cầu bồi thường theo đó có thể được giảm nhẹ theo Quy tắc tố tụng dân sự liên bang 12 (b) (6).
Trong phần kiến nghị của mình, bị đơn đưa ra quan điểm yêu cầu bồi thường của nguyên đơn không thuộc Đạo luật Alien Tort vì nó không vi phạm bất kỳ luật lệ quốc tế được xác định rõ ràng và được chấp nhận rộng rãi nào - theo án lệ vụ Sosa v. Alvarez-Machain, 542 Hoa Kỳ 692 (2004). Các bị đơn cũng lập luận rằng Nguyên đơn thiếu cơ sở để kiện, rằng các yêu cầu của họ theo Đạo luật Alien Tort là không thuộc quyền tài phán dựa theo học thuyết câu hỏi chính trị (political question doctrine), và tất cả các yêu cầu của họ đều bị chặn bởi luật bảo hộ nhà thầu chính phủ (government-contractor defense).
Ngoài ra, các bị đơn cũng kiến nghị phán quyết theo Quy tắc tố tụng dân sự liên bang 56 để bác bỏ tất cả các khiếu nại theo thời hạn hiệu lực (statute of limitation).

### Ý kiến từ cựu binh Mỹ
Năm 1968, ông Elmo R. Zumwalt Jr., bấy giờ mang hàm phó đô đốc, đến đảm nhiệm chức vụ Tư lệnh Hải quân Mỹ tại Việt Nam. Ngay lập tức, ông đã cho triển khai chiến dịch rải hóa chất làm rụng lá xuống các vùng sông nước ở Việt Nam để bảo vệ hoạt động của Hải quân Mỹ. Đúng 20 năm sau, người con trai Elmo R.Zumwalt III của ông đã qua đời vì bệnh ung thư, hậu quả của phơi nhiễm chất độc da cam thời tham chiến tại Việt Nam. Tác phẩm "Cha con tôi" dựa theo lời thuật của đô đốc Elmo Zumwalt phát hành tháng 11-1996, có đoạn viết:
"Tấn bi kịch của gia đình đô đốc Zumwalt là ở chỗ, chính người cha đã ra lệnh rải chất độc màu da cam lên các cánh rừng và các dòng sông ở vùng Nam Trung Bộ Việt Nam, nơi con trai ông làm nhiệm vụ tuần tra dọc các bờ sông. Mệnh lệnh của đô đốc không những tàn phá nhiều cánh rừng, làm ô nhiễm các dòng sông, gây đau khổ cho biết bao nhiêu người dân Việt Nam vô tội, mà còn làm cho chính con trai và cháu nội ông cũng bị nhiễm chất độc màu da cam".
Năm 1984, từ phán quyết của quan tòa Jack Weinstein, 7 công ty hóa chất Mỹ đã phải bồi thường 180 triệu đô la cho các cựu chiến binh Mỹ nhưng các công ty này bác bỏ trách nhiệm về tác hại của chất diệt cỏ mà họ đã cung cấp cho quân đội.
Đô đốc Zumwalt, từ năm 1994 đã trở lại Việt Nam, kết hợp với Hội Cựu chiến binh Việt Nam với mong muốn làm một điều gì đó bù đắp lại mất mát cho các nạn nhân của ông. Khi được hỏi cảm nghĩ, đô đốc Zumwalt nói: "Để có thể vĩnh viễn xếp lại quá khứ một cách yên ả, tốt nhất là Chính phủ Mỹ phải có thiện chí hợp tác với Việt Nam, trả lại món nợ lớn lao mà các công ty hóa chất Mỹ đã gây ra. Nhân chứng sống chính là tôi đây. Tôi cũng có bổn phận góp phần bù đắp. Cũng thế, tại Mỹ, quan điểm của đoàn thể lớn nhất nước Mỹ là Hội Cựu binh Mỹ, là vấn đề người Mỹ mất tích (MIA) chỉ là việc của 2.000 gia đình người Mỹ, còn nạn nhân chất độc dioxin là của 3 triệu người Mỹ." Con trai ông, luật sư Jim với nhiều hoạt động yểm trợ tư vấn tố tụng quốc tế cho nhiều nhóm nạn nhân, đã giải thích: "Năm 1984, 68.000 cựu binh Mỹ, Úc và New Zealand đã phát đơn kiện 11 công ty hóa chất Mỹ, nhưng các nhà tài phiệt chiến tranh rất quỷ quyệt, đã khôn khéo dàn xếp, chịu bồi thường một ngân khoản chung là 184 triệu USD, để nguyên đơn ký vào thỏa thuận, từ đấy không còn đi kiện nữa. Việc bồi thường này không nhắc gì tới nạn nhân Việt Nam và Hàn Quốc, đó là một điều phi lý và phi nhân".
Cho tới nay, chính phủ Mỹ và các công ty hóa chất vẫn không công nhận chất dioxin gây dị tật thai nhi với lý do là thiếu bằng chứng thực nghiệm trên người (điều mà sẽ không thể có do dioxin bị cấm thí nghiệm trên người). Chỉ có các cựu binh nữ sinh con dị tật là được bồi thường (nhưng cựu binh nữ chỉ có 10 ngàn người trong tổng số 3 triệu quân nhân Mỹ chiến đấu ở Việt Nam), các cựu binh nam sinh con dị tật thì vẫn không được bồi thường. 30 năm sau cuộc chiến, vẫn không có cuộc điều tra lớn nào với các cựu binh bị nhiễm dioxin. Paul Sutton, cựu chủ tịch của Hội Cựu chiến binh Mỹ tại Việt Nam, cho rằng chính phủ Mỹ muốn trì hoãn các nghiên cứu để ỉm đi chuyện này bởi chi phí đền bù sẽ rất cao, họ chỉ cần chờ tới khi tất cả các cựu binh của cuộc chiến đều đã qua đời thì sẽ chẳng còn bằng chứng để nghiên cứu nữa.

### Từ toà án
Hai mươi mục trong phán quyết của thẩm phán Jack Weinstein ngày 10 tháng 3 về vụ kiện của các nạn nhân chất độc da cam Việt Nam đối với các công ty hoá chất đã được phân tích của Mandrew Wells-Dang, đại diện Quỹ Hoà giải và Phát triển., và ).

## Danh sách các nạn nhân tham gia kiện
1. Phan Thị Phi Phi
2. Nguyễn Văn Quý
3. Dương Quỳnh Hoa (đã mất tháng 2-2006)
4. Nguyễn Thị Ngọc Phượng

Những nguyên đơn này đại diện cho khoảng 3 triệu nạn nhân chất độc da cam tại Việt Nam 

## Các vụ kiện liên quan

### Vụ kiện của cựu binh Mỹ tham gia Chiến tranh Việt Nam
Năm 1984 từ phiên tòa của quan tòa Jack Weinstein, một số công ty sản xuất hoá chất đã chi khoảng 180 triệu Mỹ kim cho các gia đình nguyên cáo mặc dù không thừa nhận có hành động sai trái. Hàng năm, chính phủ Hoa Kỳ chi khoảng 1,5 tỷ USD cho các cựu binh Mỹ tham chiến trong chiến tranh Việt Nam bị ảnh hưởng của chất độc da cam.

### Vụ kiện cựu binh Hàn Quốc
Ngày 26 tháng 1 năm 2006, toà án dân sự cấp cao Seoul đã đưa ra phán quyết yêu cầu hai công ty sản xuất thuốc diệt cỏ Hoa Kỳ là Dow Chemical tại Midland, Michigan và Monsanto tại St. Louis phải bồi thường 62 triệu đô la dành cho phí bồi dưỡng sức khoẻ các cựu binh Hàn Quốc đã từng tham chiến tại Việt Nam. Phán quyết nêu rõ: "bên bị đơn không đảm bảo an toàn khi họ đã sản xuất ra loại hóa chất có nồng độ doxin cao hơn tiêu chuẩn". Phán quyết này cũng trích dẫn báo cáo của Viện hàn lâm Hoa Kỳ (U. S. National Academy) cho rằng có "một mối quan hệ nhân quả" giữa Chất độc da cam và 11 căn bệnh, bao gồm cả ung thư phổi, ung thư thanh quản cũng như ung thư tiền liệt tuyến. Tuy nhiên, phán quyết này đã không nhận "mối quan hệ giữa chất độc này đối với căn bệnh về thần kinh ngoại vi, căn bệnh rộng rãi nhất trong các nạn nhân chất độc dioxin.

## Các hoạt động xã hội liên quan

### Ở Việt Nam
Hành trình cam: hành trình đi bộ xuyên Việt của cựu chiến binh Mỹ Bernie "Doc" Duff và người bạn đời Việt Nam của ông Nguyễn Thị Bảo Anh khởi xướng, nhằm gây dư luận ủng hộ các nạn nhân bị nhiễm chất độc màu da cam và để gây quỹ giúp họ trở lại cuộc sống bình thường
Trang web ký tên vì công lý do ông Len Aldis lập đã nhận được 700.000 chữ ký ủng hộ.

### Ở Hoa Kỳ
Giữa tháng 11 năm 2005, đoàn nạn nhân chất độc da cam Việt Nam đã thực hiện một chuyến đi vòng quanh nước Mỹ để kêu gọi sự ủng hộ của dư luận Mỹ đối với vụ kiện. Họ đã đi đến các thành phố lớn của Mỹ như: Thành phố New York, Washington D.C., San Francisco.

### Các nơi khác
Hội cựu chiến binh Hàn Quốc là nạn nhân chất độc da cam đã có tuyên bố ủng hộ các nạn nhân dioxin Việt Nam.